# Eine amerikanische Tragödie (Film)
Eine amerikanische Tragödie ist ein US-amerikanisches Filmdrama aus dem Jahre 1931 von Josef von Sternberg mit Phillips Holmes und Sylvia Sidney in den Hauptrollen. Der Film basiert auf dem gleichnamigen Roman (1925) von Theodore Dreiser.

## Handlung
Der in einem Hotel als Hotelpage beschäftigte und moralisch nicht sonderlich gefestigte Clyde Griffiths beklagt sich regelmäßig über sein Schicksal. Er findet, dass er etwas besseres verdient habe, als für reiche Gäste zu springen, wenn nach ihm verlangt wird. Clyde reist von Job zu Job und landet schließlich eines Tages als einfacher Arbeiter in der Kleinstadt Lycurgus in der Bekleidungsfabrik des Industriellen Samuel Griffiths, eines Onkels väterlicherseits. Dort gelingt ihm ein bescheidener Aufstieg zum Vorarbeiter in einer Abteilung dieser Firma. Entgegen einer internen Anweisung, die besagt, dass private Kontakte über ein gewisses Maß hinaus innerhalb der einzelnen Abteilungen nicht erwünscht sind, lässt sich Clive heimlich auf eine Affäre mit einer anderen Griffiths-Arbeiterin, Roberta Alden, ein. Bald wird das einfache Mädchen schwanger von ihm …
Eines Tages lernt Clyde die aus gutem und vor allem reichen Hause stammende Millionenerbin Sondra Finchley kennen. Beide finden Gefallen aneinander, und sie planen bald ihre Hochzeit. Die Ehe mit Sondra verheißt für Clyde den seit langem ersehnten sozialen Aufstieg. Doch da ist noch Roberta, die nunmehr ein Kind von ihm erwartet und sich standhaft der von ihm geforderten Abtreibung verweigert. Clyde will die Chance, in einen höheren sozialen Stand einheiraten zu können, nicht ungenutzt verstreichen lassen und plant daraufhin die Ermordung der Schwangeren. Ehe er zur blutigen Tat schreiten kann, kommt es zu einem tragischen Bootsunfall, bei dem Roberta ums Leben kommt, als Clyde ihr nicht hilft. Als man bei ihm belastende Unterlagen findet, die eine Vorbereitung zum Mord als evident erscheinen lassen, gerät Clyde bald in dringenden Tatverdacht, seinen Plan auch durchgeführt und als „Unfall“ getarnt zu haben. Es kommt zum Prozess. Während der Verhandlung belasten ihn seine verbrecherischen Absichten derart stark, dass diese Indizien reichen, Clyde wegen Mordes verurteilen zu lassen.

## Produktionsnotizen
Eine amerikanische Tragödie wurde im Frühjahr 1931 am Lake Arrowhead (Außenaufnahmen) und in den Paramount-Studios (Innenaufnahmen) in Hollywood gedreht. Der Film feierte seine Uraufführung am 5. August 1931 in New York. Massenstart war der 22. August desselben Jahres. In Österreich lief der Film am 8. Januar 1932 unter dem Titel Amerikanische Tragödie an. Die deutsche Erstaufführung fand am 28. April im Berliner Marmorhaus statt. Im deutschen Fernsehen wurde der Film erstmals am 10. Januar 1970 in der ARD gezeigt.
Hans Dreier schuf die Filmbauten, Travis Banton die Kostüme. Paul Ivano diente als einfacher Kameramann, Chefkameramann war Lee Garmes.
Zwanzig Jahre später, im Jahr 1951, kam mit Ein Platz an der Sonne eine Neuverfilmung in die Kinos.

## Kontroversen zum Film
Die Kritiken fielen sehr gemischt aus. Sergej Eisenstein, der sich zu diesem Zeitpunkt gerade in den USA aufhielt, sollte ursprünglich den Stoff verfilmen. Doch sein Manuskriptentwurf zeigte offensichtlich allzu sozialkritische wenn nicht gar kommunistische Elemente, sodass die Produktionsfirma von seiner Verpflichtung als Regisseur absah. Stattdessen wurde Sternberg ins Boot geholt, und der ließ, nach eigenem Bekunden, „alle soziologischen Elemente weg. Sie hatten meiner Meinung nach nichts mit dem dramatischen Unfall zu tun, der Dreiser beschäftigt hatte.“ Dieser sah das nach Ansicht des fertigen Films ganz anders und klagte gegen die Produktionsgesellschaft Paramount, da deren Film seinen Roman komplett verfälscht habe. Das Gericht verwarf seinen Einwand. Eisensteins Reaktion auf das Sternberg-Werk: „Der Film ist so schlecht, dass ich ihn mir nicht bis zum Ende ansehen konnte.“
Angesichts dieser auf mehreren Ebenen stattfindenden Kontroversen war auch der kommerzielle Erfolg der Dreiser-Verfilmung uneinheitlich. Während Eine amerikanische Tragödie in amerikanischen Kinos durchfiel, verzeichnete der Film in europäischen Lichtspielhäusern einigen Erfolg.

## Kritiken
So wie die Kontroversen im Vorfeld und nach Abschluss der Dreharbeiten es vermuten ließen, fielen auch die Kritiken aus: Von sehr wohlwollend wie in der New York Times und in den Daily News bis hart am Rand des Verrisses. Nachfolgend einige Beispiele:

„Das Ganze spult sich herunter wie ein gewöhnlicher Film mit einem unglücklichen Ende … So wie von Sternberg es für angebracht hielt, den Film zu zeigen, ist seine Zelluloidstruktur ein langsames, behäbiges und nicht immer interessantes Drama.“

„Tatsächlich hat Sternberg hier ein solides Drama privater Konflikte abgeliefert, das die Handlungsfülle des Romans auf die entscheidenden Szenen konzentriert und diese dann breit und wirkungsvoll ausspielt. Neben dem Dialog gab es noch zahlreiche Zwischentitel, die nach Stummfilm-Manier etwa verkündeten: „Zurück in den Alltag, nach zwei zauberhaften Tagen!““

Im Lexikon des Internationalen Films heißt es: „Ein junger Büroangestellter erhofft sich von der Heirat mit einem reichen Mädchen den Aufstieg in höhere Kreise; die junge Arbeiterin, die ein Kind von ihm erwartet, steht ihm dabei jedoch im Wege. Drama nach Theodore Dreiser, das Milieu und Charaktere intensiv herausarbeitet.“

„Geradeaus gestaltete Nacherzählung von Dreisers Geschichte … Sidney ist gut besetzt aber der Film ist kalt und zieht einen nicht mit. Sicherlich nicht so blühend wie das Remake A PLACE IN THE SUN.“

„Veraltete aber durchaus gefällige Adaption eines schwergewichtigen Romans, zwingender als die 1951er Neuverfilmung Ein Platz an der Sonne.“